# القاموس النائم (فلم)
القاموس النائم (بالإنجليزية: The Sleeping Dictionary) هو فيلم دراما رومانسي أمريكي تم إنتاجه في سنة 2003، من إخراج غوي جنكين وبطولة هيو دانسي وجيسيكا ألبا وبريندا بليثين وإيميلي مورتيمير وبوب هوسكينز، مدة الفلم هي 109 دقيقة والفلم يتكلم عن شاب إنجليزي يتم إرساله إلى سراوق في ماليزيا والتي كانت مستعمرة بريطانية أنذاك في فترة الثلاثينات من القرن الماضي لكي يعمل بالتجارة هناك ويتعرف هناك أيضاً على امرأة شابة تعمل بالتجارة ويتعلق بها، وقد تم تصوير هذا الفلم في ماليزيا.

## روابط خارجية
- مقالات تستعمل روابط فنية بلا صلة مع ويكي بيانات